# Blue Waters Football Club
Maillots
Actualités
Blue Waters Football Club est un club de football namibien créé en 1936 à Walvis Bay. Il évolue dans le championnat de Namibie de football.

## Histoire
Le club de Blue Waters est fondé à Walvis Bay en 1936.
C'est l'un des clubs fondateurs du championnat national, créé en 1991. Il n'a manqué qu'une seule saison, en 2008-2009, après avoir été relégué l'année précédente. Le club compte à son palmarès trois titres de champion de Namibie et une Coupe nationale.
Ces succès ont permis à la formation de Walvis Bay de participer à plusieurs reprises aux compétitions continentales, sans toutefois parvenir à briller. Son meilleur résultat est une élimination au second tour en Coupe de la CAF 1996 après avoir éliminé les Eleven Men in Flight du Swaziland.
L'international namibien Gottlieb Nakuta a porté les couleurs du club à la fin des années 2000.

## Palmarès
- Championnat de Namibie (3)
  - Vainqueur en 1996, 2000 et 2004
  - Vice-champion en 2002 et 2005

- Coupe de Namibie (1)
  - Vainqueur en 1994
  - Finaliste en 1991